# Championnats du monde d'Ironman 70.3 2014
Navigation
Édition précédente Édition suivante
Les championnats du monde d'Ironman 70.3 2014 se déroule le 7 septembre 2014 à Mont-Tremblant au Québec. Ils sont organisés par la World Triathlon Corporation.

## Résultats du championnat du monde

### Hommes
| Pos.     | Temps           | Nom             | Pays             | Détail temps | Détail temps | Détail temps    | Détail temps | Détail temps    |
| Pos.     | Temps           | Nom             | Pays             | Natation     | T1           | Cyclisme        | T2           | Course à pied   |
| -------- | --------------- | --------------- | ---------------- | ------------ | ------------ | --------------- | ------------ | --------------- |
|          | 3 h 41 min 30 s | Javier Gomez    | Espagne          | 22 min 09 s  | 2 min 44 s   | 2 h 06 min 18 s | 54 s         | 1 h 09 min 27 s |
|          | 3 h 42 min 11 s | Jan Frodeno     | Allemagne        | 22 min 10 s  | 2 min 45 s   | 2 h 05 min 49 s | 53 s         | 1 h 10 min 37 s |
|          | 3 h 44 min 38 s | Tim Don         | Grande-Bretagne  | 22 min 41 s  | 2 min 53 s   | 2 h 05 min 18 s | 1 min 03 s   | 1 h 12 min 45 s |
| 4        | 3 h 46 min 03 s | Lionel Sanders  | Canada           | 26 min 42 s  | 2 min 51 s   | 2 h 04 min 14 s | 56 s         | 1 h 11 min 22 s |
| 5        | 3 h 46 min 25 s | Nils Frommhold  | Allemagne        | 22 min 39 s  | 2 min 57 s   | 2 h 05 min 11 s | 54 s         | 1 h 14 min 45 s |
| 6        | 3 h 46 min 34 s | Joseph Gambles  | Australie        | 22 min 58 s  | 2 min 52 s   | 2 h 04 min 55 s | 56 s         | 1 h 14 min 56 s |
| 7        | 3 h 47 min 07 s | Timothy Reed    | Australie        | 23 min 02 s  | 2 min 57 s   | 2 h 04 min 53 s | 1 min 04 s   | 1 h 15 min 13 s |
| 8        | 3 h 48 min 05 s | Bart Aernouts   | Belgique         | 24 min 38 s  | 3 min 03 s   | 2 h 06 min 08 s | 1 min 00 s   | 1 h 13 min 18 s |
| 9        | 3 h 48 min 20 s | Terenzo Bozzone | Nouvelle-Zélande | 23 min 02 s  | 2 min 46 s   | 2 h 05 min 01 s | 47 s         | 1 h 16 min 47 s |
| 10       | 3 h 48 min 44 s | William Clarke  | Grande-Bretagne  | 23 min 02 s  | 2 min 47 s   | 2 h 07 min 13 s | 56 s         | 1 h 14 min 48 s |
| Source:, |                 |                 |                  |              |              |                 |              |                 |

### Femmes
| Pos.     | Temps           | Nom              | Pays            | Détail temps | Détail temps | Détail temps    | Détail temps | Détail temps    |
| Pos.     | Temps           | Nom              | Pays            | Natation     | T1           | Cyclisme        | T2           | Course à pied   |
| -------- | --------------- | ---------------- | --------------- | ------------ | ------------ | --------------- | ------------ | --------------- |
|          | 4 h 09 min 19 s | Daniela Ryf      | Suisse          | 24 min 04 s  | 3 min 10 s   | 2 h 16 min 46 s | 50 s         | 1 h 24 min 31 s |
|          | 4 h 11 min 43 s | Jodie Swallow    | Grande-Bretagne | 23 min 59 s  | 3 min 10 s   | 2 h 19 min 28 s | 58 s         | 1 h 24 min 11 s |
|          | 4 h 14 min 55 s | Heather Wurtele  | Canada          | 26 min 24 s  | 3 min 22 s   | 2 h 21 min 54 s | 57 s         | 1 h 22 min 20 s |
| 4        | 4 h 16 min 03 s | Meredith Kessler | États-Unis      | 24 min 36 s  | 3 min 34 s   | 2 h 22 min 32 s | 1 min 10 s   | 1 h 24 min 13 s |
| 5        | 4 h 17 min 03 s | Mary Beth Ellis  | États-Unis      | 24 min 01 s  | 3 min 09 s   | 2 h 20 min 04 s | 1 min 05 s   | 1 h 28 min 46 s |
| 6        | 4 h 17 min 47 s | Radka Vodičková  | Tchéquie        | 24 min 32 s  | 3 min 05 s   | 2 h 25 min 43 s | 56 s         | 1 h 23 min 34 s |
| 7        | 4 h 18 min 16 s | Lisa Hütthaler   | Autriche        | 26 min 26 s  | 3 min 08 s   | 2 h 25 min 25 s | 55 s         | 1 h 22 min 24 s |
| 8        | 4 h 18 min 48 s | Svenja Bazlen    | Allemagne       | 24 min 34 s  | 3 min 16 s   | 2 h 25 min 35 s | 54 s         | 1 h 24 min 31 s |
| 9        | 4 h 19 min 52 s | Rachel McBride   | Canada          | 26 min 33 s  | 3 min 24 s   | 2 h 22 min 30 s | 47 s         | 1 h 26 min 40 s |
| 10       | 4 h 20 min 38 s | Magali Tisseyre  | Canada          | 24 min 37 s  | 3 min 08 s   | 2 h 25 min 32 s | 52 s         | 1 h 26 min 31 s |
| Source:, |                 |                  |                 |              |              |                 |              |                 |